# Benjamin Proud
Benjamin dit Ben Proud, né le 21 septembre 1994 à Londres, est un nageur britannique.

## Biographie
Benjamin Proud remporte deux médailles d'or aux Jeux du Commonwealth de 2014 et la médaille de bronze sur 50 m papillon Championnats d'Europe 2014, mais également la médaille d'or du relais 4 × 100 m 4 nages, comme dernier relayeur à Berlin. Il est sacré champion du monde du 50 m papillon lors des Championnats du monde 2017, durant lesquels il décroche également le bronze sur 50 m nage libre.
En décembre 2022, il obtient la médaille d'argent du 50 mètres nage libre lors des championnats du monde en petit bassin de Melbourne.

## Palmarès

### Jeux olympiques
- Jeux olympiques de 2024 à Paris (France) :
  -  Médaille d'argent du 50 m nage libre

### Championnats du monde
- Championnats du monde 2017 à Budapest (Hongrie) :
  -  Médaille d'or du 50 m papillon
  -  Médaille de bronze du 50 m nage libre
- Championnats du monde 2022 à Budapest (Hongrie) :
  -  Médaille d'or du 50 m nage libre
- Championnats du monde 2023 à Fukuoka (Japon) :
  -  Médaille de bronze du 50 m nage libre
- Championnats du monde 2024 à Doha (Qatar) :
  -  Médaille de bronze du 50 m nage libre
- Championnats du monde 2025 à Singapour :
  -  Médaille d'argent du 50 m nage libre

### Championnats du monde en petit bassin
- Championnats du monde 2021 à Abou Dabi (Émirats arabes unis) :
  -  Médaille d'or du 50 m nage libre
- Championnats du monde 2022 à Melbourne (Australie) :
  -  Médaille d'argent du 50 m nage libre

### Championnats d'Europe
- Championnats d'Europe 2014 à Berlin (Allemagne) :
  -  Médaille d'or du relais 4 × 100 m quatre nages
  -  Médaille de bronze du 50 m papillon

- Championnats d'Europe 2016 à Londres (Royaume-Uni) :
  -  Médaille de bronze du 50 m nage libre
  -  Médaille de bronze du 50 m papillon

- Championnats d'Europe 2018 à Glasgow (Écosse) :
  -  Médaille d'or du 50 m nage libre
  -  Médaille d'argent du 50 m papillon

- Championnats d'Europe 2020 à Budapest (Hongrie) :
  -  Médaille d'argent du 50 m nage libre

- Championnats d'Europe 2022 à Rome (Italie) :
  -  Médaille d'or du 50 m nage libre

### Championnats d'Europe en petit bassin
- Championnats d'Europe en petit bassin 2017 à Copenhague (Danemark) :
  -  Médaille d'argent du 50 m nage libre
  -  Médaille de bronze du 50 m papillon

- Championnats d'Europe en petit bassin 2023 à Otopeni (Roumanie) :
  -  Médaille d'or du 50 m nage libre
  -  Médaille d'or du relais 4 × 50 m nage libre
  -  Médaille d'or du relais 4 × 50 m nage libre mixte

### Jeux du Commonwealth
- Jeux du Commonwealth de 2014 à Glasgow (Écosse) :
  -  Médaille d'or du 50 m nage libre
  -  Médaille d'or du 50 m papillon
  -  Médaille de bronze du relais 4 × 100 m nage libre

- Jeux du Commonwealth de 2018 à Gold Coast (Australie) :
  -  Médaille d'or du 50 m nage libre
  -  Médaille d'argent du relais 4 × 100 m nage libre
  -  Médaille d'argent du relais 4 × 100 m quatre nages

- Jeux du Commonwealth de 2022 à Birmingham (Angleterre) :
  -  Médaille d'or du 50 m nage libre
  -  Médaille d'or du 50 m papillon